# Räddarestad

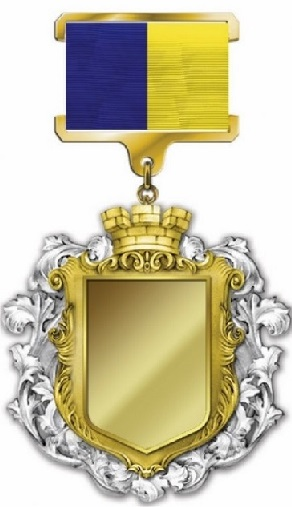
Illustration om räddarestads medalj: i mitten finns det utrymme för stadens statsvapen

Räddarestad (ukrainska: Місто-рятівник, Misto-rjativnyk) är en hederstitel till en stad som utges av Ukrainas president. Hederstiteln grundades ett dekret av Volodymyr Zelenskyj år 2022. Den beviljas till utländska städer som har skyddat eller på ett annat sätt hjälpt till dem ukrainska flyktingar som var tvungna att lämna sitt hemland. Ytterligare kan hederstiteln delas till sådana utländska städer som har bidragit till Ukrainas försvar, nationella identitet och självbestämmanderätt.
År 2023 gav Zelenskyj ett nytt dekret som preciserade att räddarestäder ska ha ett plakat.

## Lista över räddarestäder
| Vapen | Stad     | Land      | Datum           | Källa |
| ----- | -------- | --------- | --------------- | ----- |
|       | Rzeszów  | Polen     | 22 maj 2022     | [ 1 ] |
|       | Przemyśl | Polen     | 11 juli 2022    | [ 3 ] |
|       | Prag     | Tjeckien  | 28 oktober 2022 | [ 4 ] |
|       | Vilnius  | Litauen   | 24 januari 2023 | [ 5 ] |
|       | Lubin    | Polen     | 3 april 2023    | [ 6 ] |
|       | Chełm    | Polen     | 3 april 2023    | [ 6 ] |
|       | Paris    | Frankrike | 18 april 2023   | [ 7 ] |
|       | Warszawa | Polen     | 13 januari 2025 | [ 8 ] |